# 椰子深鰕虎
椰子深鰕虎（学名：Bathygobius cocosensis），又名椰子深鰕虎魚、深鰕虎、甘仔魚、狗甘仔，为鰕虎科深鰕虎魚屬下的一个种。